# Luciana Salvadó
Luciana Salvadó (nascida em 3 de abril de 1990) é uma handebolista argentina. Integrou a seleção argentina feminina que ficou na décima segunda posição nos Jogos Olímpicos de Verão de 2016 no Rio de Janeiro. Atua como ponta esquerda e joga pelo Club Ferro Carril Oeste. Competiu pela Argentina no Campeonato Mundial de Handebol Feminino de 2011, no Brasil. Foi medalha de prata nos Jogos Pan-Americanos de 2011 e 2015, além de bronze no Campeonato Pan-Americano de Handebol Feminino de 2015.

## Conquistas
- Campeonato Nacional de Clubes de 2015[2]